# Episodi di N.Y.P.D. (seconda stagione)
La seconda stagione della serie televisiva N.Y.P.D. è stata trasmessa in anteprima negli Stati Uniti d'America dalla ABC tra il 1º ottobre 1968 e il 25 marzo 1969.
| nº | Titolo originale               | Titolo italiano | Prima TV USA     | Prima TV Italia |
| -- | ------------------------------ | --------------- | ---------------- | --------------- |
| 1  | Naked in the Streets           |                 | 1º ottobre 1968  |                 |
| 2  | Encounter on a Rooftop         |                 | 8 ottobre 1968   |                 |
| 3  | Day Tripper                    |                 | 15 ottobre 1968  |                 |
| 4  | What's a Nice Girl Like You... |                 | 29 ottobre 1968  |                 |
| 5  | Deadly Circle of Violence      |                 | 12 novembre 1968 |                 |
| 6  | Case of the Shady Lady         |                 | 19 novembre 1968 |                 |
| 7  | The Golden Fleece              |                 | 26 novembre 1968 |                 |
| 8  | The Peep Freak                 |                 | 3 dicembre 1968  |                 |
| 9  | Walk the Long Pier             |                 | 10 dicembre 1968 |                 |
| 10 | The Witch of 116th Street      |                 | 17 dicembre 1968 |                 |
| 11 | 'L' Is for Love and Larceny    |                 | 24 dicembre 1968 |                 |
| 12 | The Love Hustle                |                 | 31 dicembre 1968 |                 |
| 13 | The Body in the Trunk          |                 | 7 gennaio 1969   |                 |
| 14 | The Night Watch                |                 | 21 gennaio 1969  |                 |
| 15 | Three-Fifty-Two                |                 | 28 gennaio 1969  |                 |
| 16 | The Attacker                   |                 | 4 febbraio 1969  |                 |
| 17 | Candy Man (Part 1)             |                 | 11 febbraio 1969 |                 |
| 18 | Candy Man (Part 2)             |                 | 18 febbraio 1969 |                 |
| 19 | Who's Got the Bundle?          |                 | 25 febbraio 1969 |                 |
| 20 | Face on the Dart Board         |                 | 4 marzo 1969     |                 |
| 21 | Boys Night Out                 |                 | 11 marzo 1969    |                 |
| 22 | Everybody Loved Him            |                 | 18 marzo 1969    |                 |
| 23 | No Day Trippers Need Apply     |                 | 25 marzo 1969    |                 |